# Peter Groer
Peter Gerold Groer (* 27. Januar 1941 in Wien) ist ein ehemaliger österreichischer Basketballspieler, Physiker und Hochschullehrer.

## Laufbahn
Groer spielte ab Anfang der 1950er Jahre Basketball beim Verein Union Kuenring in Wien. Wegen seines Trainingsfleißes und der von ihm angewendeten, seinerzeit noch wenig verbreiteten Methoden wie das Aufwärmen und Übungsformen mit Gewichten erhielt er den Spitznamen „Profi“.
Ab 1964 war der knapp 1,90 Meter messende Groer Spieler des SK Handelsministerium Wien. 1965 errang er mit dem SKH die österreichische Meisterschaft, er trat mit dem Bundesligisten an der Seite von Spielern wie Ernst Rabl und Ernst Tutschek auch im Europapokal an.
Groer bestritt 41 Länderspiele für Österreich, nahm unter anderem an den Olympia-Ausscheidungsturnieren 1960 und 1964 teil, bei denen er mit seiner Mannschaft jedoch den Sprung zu den Olympischen Spielen verpasste.
1966 schloss er an der Universität Wien seine Doktorarbeit (Titel: „Ein klassisches Strahlungsproblem“) im Fach Theoretische Physik ab. Anschließend zog er in die Vereinigten Staaten und wurde als Wissenschaftler an der University of Tennessee tätig. Er hatte ab 1990 an der Hochschule eine Professur für Kerntechnik inne. Zu seinen Forschungsschwerpunkten zählten die Gefahr von und der Schutz vor Strahlung, Risikobewertungen von Strahlung, Gesundheitsphysik sowie Zuverlässigkeitsanalysen.
Sein Sohn Chris war Tennisprofi. Gemeinsam nahmen sie an Vater-Sohn-Tennisturnieren in den Vereinigten Staaten teil.